# マザー牧場
マザー牧場（マザーぼくじょう）は、千葉県富津市の鬼泪山山頂付近にある観光牧場。南房総国定公園内に位置し、関東最大級である250万平方メートルの敷地を有する。

## 概要

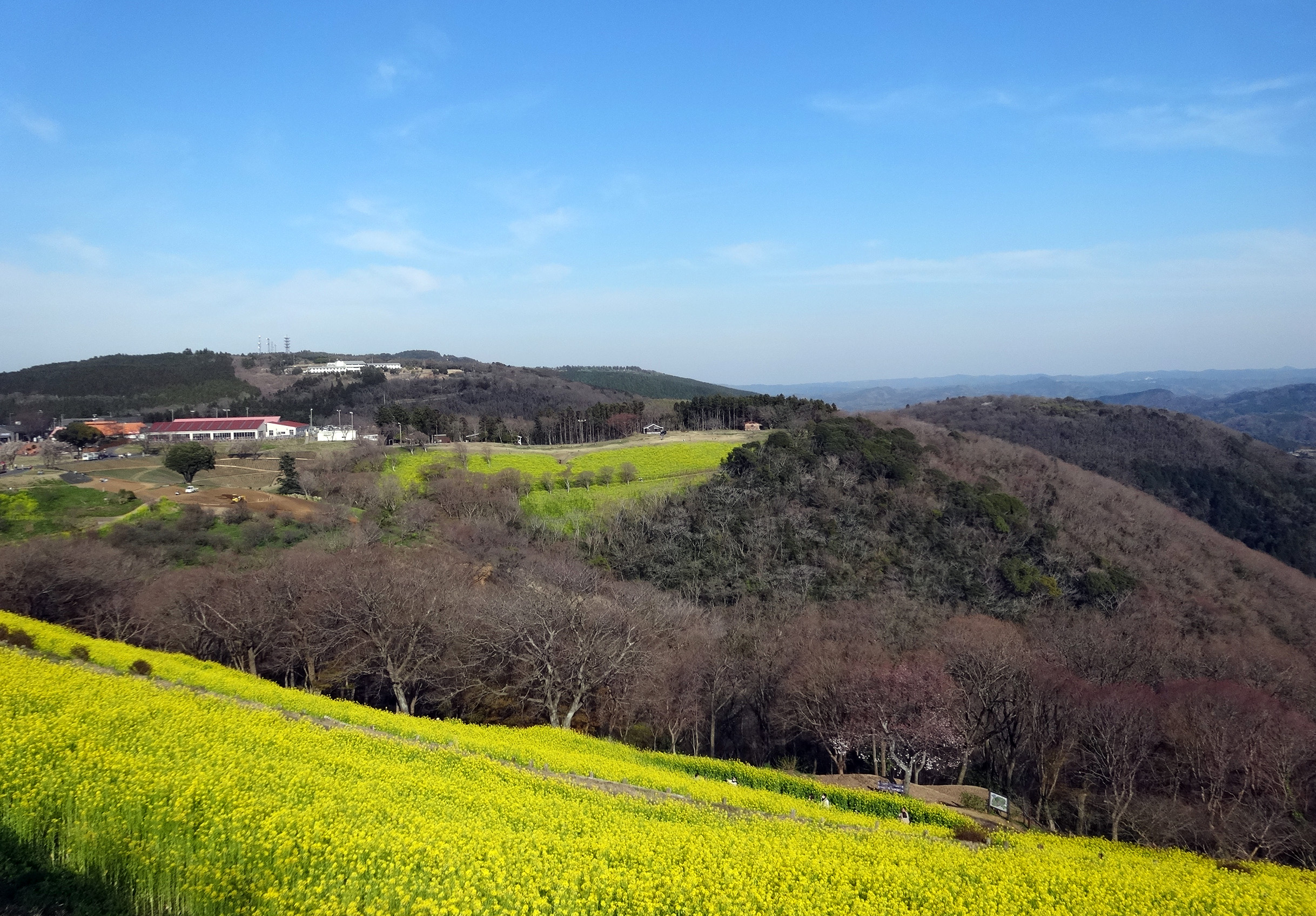
花の大斜面・西からの景色 千葉県花である「菜の花」が咲く

観光牧場・観光農園、花畑、工房のほか、ショップ・レストラン、遊園地、宿泊施設などを有し、約150頭のヒツジの群れを牧羊犬が誘導する「ひつじの大行進」、羊の毛刈りと世界各国の羊を紹介する「シープショー」などの様々なイベントや動物・自然とのふれあい、味覚狩り、手作り体験、アドベンチャー、ショッピングなどができる。広い園内には牧畜がウシ、ウマ、ヤギ、ヒツジ、ブタ、アヒル、ダチョウ、ラマ、アルパカなどの多種が飼育され、ふれあいを売りにする。キャッチコピーは「花と動物たちのエンターテイメントファーム」。
園内は、まきばエリア・山の上エリア・マザーファームツアーエリア・フルーツ農園の4ヵ所のエリアに分かれており、各エリアごとに複数の施設をもつ。代表的な施設としてショーが見られる「アグロドーム」、東京湾を一望可能な観覧車がある「わくわくランド」（遊園地）、高さ21メートルのバンジータワー、マザー牧場オリジナルの乳製品やハム・ソーセージなどを扱ったショップ、ジンギスカン鍋を主としたレストラン、いちご狩り・さつまいも掘りなどが楽しめる農園、長期滞在も出来る宿泊コテージなどがある。施設はなだらかな山の斜面にあるため房総丘陵を見渡すことができる。
花の大斜面、花の谷、ロウバイ園、あじさい園などが園内にあり、花の名所でもある。
- ペチュニア（5月中旬 - 9月中旬）
- アジサイ（6月中旬 - 7月中旬）
- サルビア（9月上旬 - 10月中旬）
- コスモス（10月上旬 - 10月下旬）
- スイセン（12月下旬 - 翌2月中旬）
- ロウバイ（1月下旬 - 2月下旬）
- ウメ（2月中旬 - 3月中旬）
- 菜の花（2月中旬 - 4月中旬、約350万本）

季節のイベントも多く、冬季は牧場イルミネーションが行われ、夏は散水のウォーターキャノンやカブトムシ取りなども行われている。

## 沿革
東京タワーのほか、産業経済新聞社、ラジオ大阪（以上フジサンケイグループ）、関西テレビ放送の創業者で、参議院議員の前田久吉が1962年に開設。「マザー」の由来としては生家が貧しい農家であった久吉の母親が「家に牛が一頭でもいたら暮らしはずっと楽なのに」と口癖のように言っていたのが心に残り、母にささげる牧場という事で名づけられた。
久吉はマザー牧場に電波塔を建設し、事実上関東一円をサービスエリアとする千葉県域民放FM局の計画を進めていたが、久吉自身の死去で頓挫したことで、現在のベイエフエムに一本化された。2009年にマザー牧場や日本電波塔（当時）の関連会社が木更津市のコミュニティFMであるかずさエフエムの株式を取得し運営。2015年にかずさエフエムの送信所を木更津市内（太田山）から鹿野山に移設した。
1992年からは久吉の子息である前田伸が代表取締役を務めている。

## 施設

アグロドーム（アグロドーム放牧場からの景色）

園内は入場ゲートが2ヵ所設置されている。
- まきばゲート
- 山の上ゲート

園内は4ヵ所のエリアに分かれている。
- まきばエリア
- 山の上エリア
- マザーファームツアーエリア
- フルーツ農園

### まきばエリア
- 牛の牧場 - 乳しぼり体験が可能。

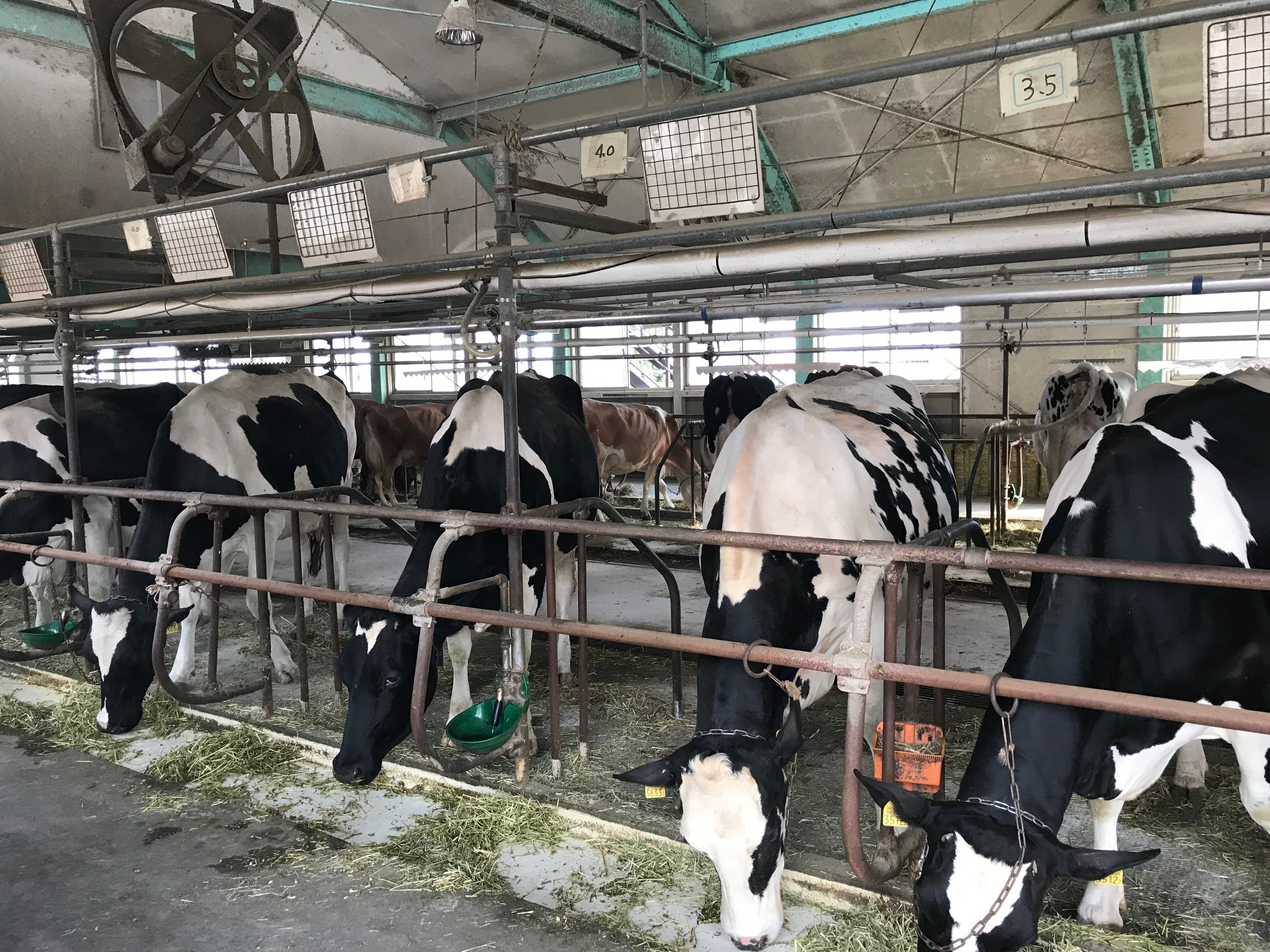
牛の牧場（牛舎）

- こぶたスタジアム - こぶたのレース会場。
- ふれあい牧場 - カピバラやマーラ、リクガメ、ヤギ、ウサギなどとふれあえる。
- うさモルハウス - うさぎやモルモットにふれあえる。ふれあいイベントは時間が決まっている。
- 花の大斜面・東 - 春は菜の花が楽しめる花畑が広がる。
- 花の谷 - 房総の山並み「九十九谷」を望む花畑。5月中旬 - 9月中旬には鮮やかなピンク色の「桃色吐息(ペチュニア)」が山肌を彩る。
- ロウバイ園 - ロウバイが約100本植えてある。
- 食の体験工房 - チーズやバター、アイスクリームなどを自分で作れる体験工房。当日予約・定員制。
- ジンギスカンガーデンズ - 総席数約1,000席のジンギスカンレストラン。牧場を見渡せる屋外席あり。カフェテリア方式。
- まきばCAFÉ
- とんとんCAFÉ
- まきば売店

### 山の上エリア

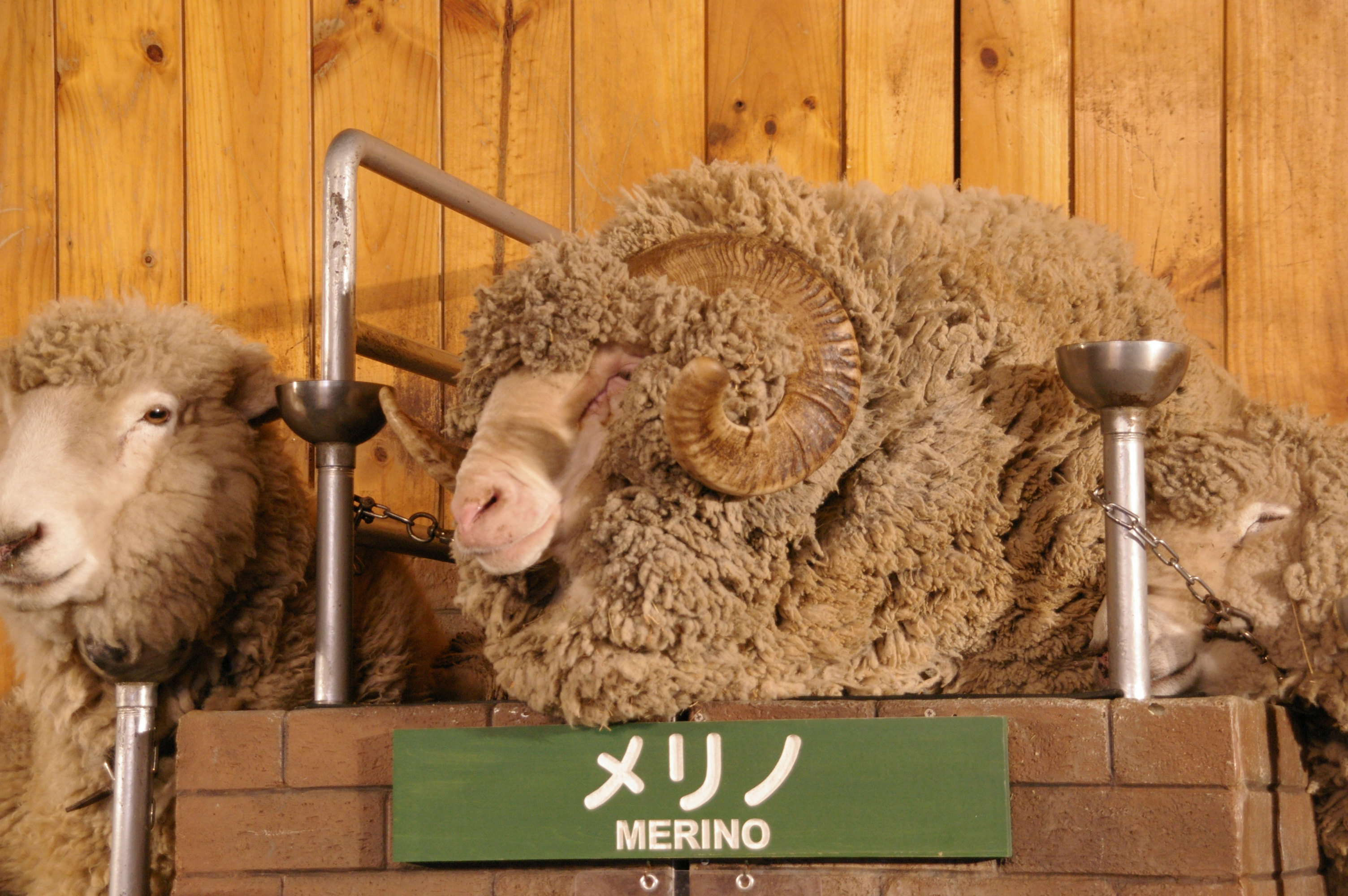
羊のショー（メリノ）

- アグロドーム - ドームの直径は約36メートル。ニュージーランドの輸入木材・ラジアタパインをふんだんに使用。約1,000人を収容できるドームの中は、ショーエリアとなっている。
- アグロドーム放牧場 - アグロドームの外側では 「アヒルの大行進」が見られる。ショー待機中の羊にエサやりも可能。
- うまの牧場 - ポニーやサラブレッド、道産子などとふれあえる。餌やり体験も実施。
- ひつじの牧場 - 「羊の大行進」ショーが見られる。
- 花の大斜面・西 - 春には菜の花、秋にはコスモスが楽しめる。
- あじさい園 - 場内では約2,000株のあじさいが咲き、その殆どがあじさい園で見ることができる。
- WAKUWAKU（展望台） - 「わくわくランド」にあるフードスタンド。名物「まきばのミルクラーメン」を販売。犬連れの方は店舗横の無料休憩所や屋外席を利用できる。
- バーベキューテラス（団体専用）
- ローズマリーCAFÉ
- カフェ&ジンギスカン FARM DINER - 55周年を記念してオープンした新レストラン。ジンギスカンと、ステーキやハンバーグなどを販売。全館空調完備。
- 山の上売店

### マザーファームエリア
- ファームステーション - 「マザーファームツアー」の出発駅。
- マザーファームツアー会場 - 15ヘクタールの牧場内。アルパカや羊との触れ合いが可能。

### フルーツ農園
- フルーツ農園（イースト農園） - いちご狩りやブルーベリー摘み、キウイフルーツ狩りが可能。
- フルーツ農園（ウエスト農園） - いちご狩りやさつまいも掘りなどが可能。

### 宿泊施設
園内にはコテージが併設されており、ダイニングキッチンに加えて2つの居室（2DK）・ダイニングキッチンに加えて3つの居室（3DK）・リビング・ダイニング・キッチンに加えて5つの居室（5LDK）と様々なタイプがある。また夏季限定（7月、8月のみ営業）でオートキャンプを実施しており、好きな場所にサイトを作れるキャンプサイト（フリーサイト）で約60区画、屋根付きの炊事場も480名収容で２棟あり、シャワー・トイレも完備されている。
マザー牧場公式ホームページにて、ホテルオークラが運営するかずさアカデミアパーク内のホテル「オークラアカデミアパークホテル」をパートナーホテルとし、近隣のホテルとしては「かずさリゾート鹿野山ビューホテル」を紹介している。

### 園内移動施設
わんわんバス・とんとんバスが場内を周遊している。
- まきばのひろば駅 - 「まきばゲート」に一番近いバスのりば。わんわんバス、とんとんバス発着場所。場内を巡る「わんわんバス」（片道約15分）と、「わくわくランド」までの坂道を往復する「とんとんバス」（片道約3分）が発着。
- わくわくランド駅 - 「わくわくランド（遊園地）」に近いバスのりば。とんとんバス発着場所。「まきばのひろば」までの坂道を往復するバスが発着。
- アグロドーム駅 - 「山の上ゲート」に一番近いバスのりば。わんわんバス発着場所。「フルーツ農園」を通り「まきばゲート」に向かう。

### 関連施設
関連施設として下記の施設がある。
- 鹿野山ゴルフクラブ
- 鹿野山禅研修所
- 佛母寺
- 東京タワー
- かずさエフエム - 2009年10月に木更津エフエムを譲り受け、オーナー企業となる。
- 園外店舗 - マザー牧場では、乳製品などを販売する直営店を各地に展開している。※各店舗の詳細については公式サイト「店舗のご案内」を参照。

## わくわくランド

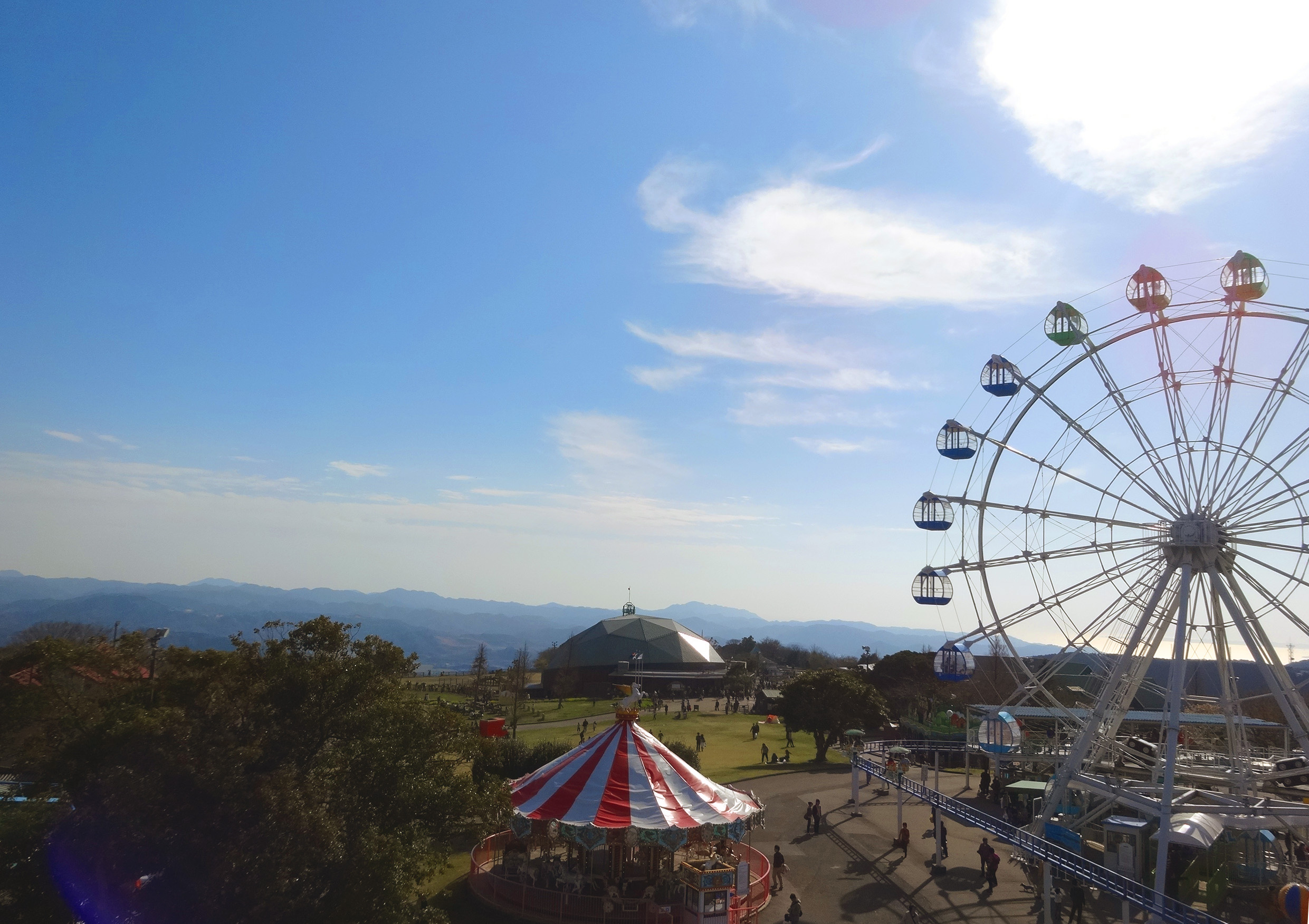
展望台から望む遊園地側の景色

敷地内の山の上エリアには泉陽興業株式会社が運営するわくわくランド（遊園地）があり、標高300メートル以上の観覧車や遊具がある。
- ぐるり森大冒険 - 正式名称は「カード迷路 ぐるり森大冒険」。マザー牧場についてのクイズに挑戦しながら巨大迷路を冒険。クリアするとオリジナルグッズを手に入れられる。
- スモッグ王国大冒険 - 正式名称は「ゲームライド スモッグ王国大冒険」。高得点ゲットで景品がもらえる。シューティングライド。
- トレジャーコレクション - 「宝石＆化石」を探すゲーム。見つけた宝石は「山の上体験工房」でアクセサリーにすることも可能。
- アイスワールド - マイナス30℃の氷点下を体験。
- 観覧車 - 高さ30メートルの観覧車。房総丘陵やマザー牧場を一望できる。天候によっては東京タワーやスカイツリー、富士山なども見える。
- ファミリーコースター - ミニコースター。身長が105センチメートル以上から乗れる。
- サイクルモノレール - 眺望の良いレールの上を自転車を漕いで進む空中サイクリング。
- メリーゴーランド - レトロデザインのメリーゴーランド。夜間営業日にはイルミネーションが点灯る。
- おとぎ列車 - 列車に乗って、メルヘンの国へ。東京湾を一望できる。
- マーメイドパラダイス - イルカに乗って、水の上をゆらゆら進むアトラクション。
- バッテリーカー - コインを入れると動く電動式ミニカー。
- サファリペット - コインを入れると動く電動式アニマルカー。
- カーニバルプラザ - カップボール、射的など。

### アドベンチャー
山の上エリアにはファームジップと呼ばれる全長340メートルのワイヤーロープをハーネス付き滑車で滑空するアトラクションや、標高321メートルの場所にある21メートルの高さから飛び降りるファームバンジー（バンジージャンプ）がある。

## 営業時間・入場料
春休み、夏休み、年末年始は土日祝日の営業時間になる。2年間パスポートや団体割引もある。
- 2月 - 11月
  - 土日祝　9:00 - 17:00
  - 平日　9:30 - 16:30
- 12月 - 1月
  - 土日祝　9:30 - 16:00
  - 平日　10:00 - 16:00
- 冬季期間「イルミーション　光の花園」[11]を実施（2012年～）[12]
  - 2019年度：11/1～1/6　毎日（休園日を除く）　16:00 - 20:00
  - 2020年：1/11～3/29　土日祝日のみ　16:00 - 20:00
- 入場料
  - 大人（中学生以上）：1,500円
  - 小人（4歳 - 小学生）：800円

## マスコット
マザー牧場30周年を記念してつくられた、オリジナルキャラクター。「マーモファミリー」。
- マーモ君
- マーモパパ
- マーモママ

「マーモファミリー」に加えて、2013年に新しい仲間が追加。
- マーポ
- アーサ
- パルルン
- アルルン
- メロディ
- ビート
- パティ
- クック
- カール
- ピース

## イメージガール
歴代イメージガールと応援隊は全員「有限会社イトーカンパニー」所属。
- 歴代イメージガール
  - 2007イメージガール（初代、2006年12月就任） - 山内映美莉。
  - 2008イメージガール（2008年7月就任） - カエデ藤倉。
  - 2009 - 2011イメージガール（2009年4月就任） - 近野莉菜、藤江れいな（AKB48）。
  - 2012イメージガール（2012年4月就任） - ALISA、MIINA（Lucky Color's）。
  - マザー牧場応援隊（2012年4月就任） - 近野莉菜、藤江れいな。
  - 2015イメージガール（2015年4月就任） - 溝口恵、星名利華、花影香音、山川未菜 ＊花影と山川は前年から続投[13]。
  - 2016イメージガール（2016年7月就任） - 瑚々、花田優里音、白上心望、宮園明優[14]。
  - 2017イメージガール（2017年7月就任） - 竹内詩乃[15]。
  - マザー牧場応援隊（2017年7月就任） - 瑚々、花田優里音、白上心望、宮園明優（前年イメージガールとして活動した4人）。
  - 2018 - 2019イメージガール（2018年7月就任） - 竹内詩乃、瑚々 ＊竹内は前年から続投[16]。

## ギャラリー

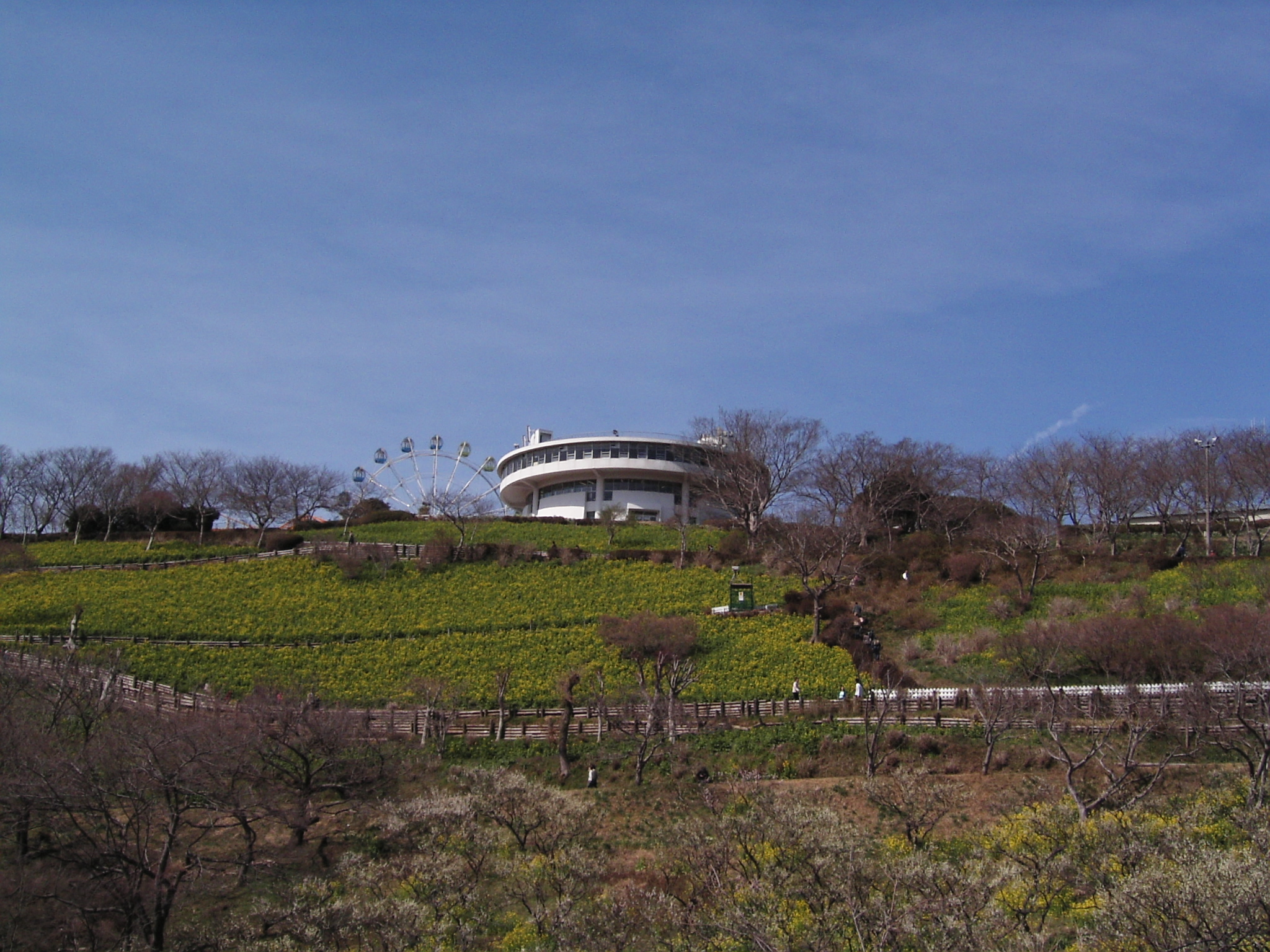
園内の風景（展望館方面）
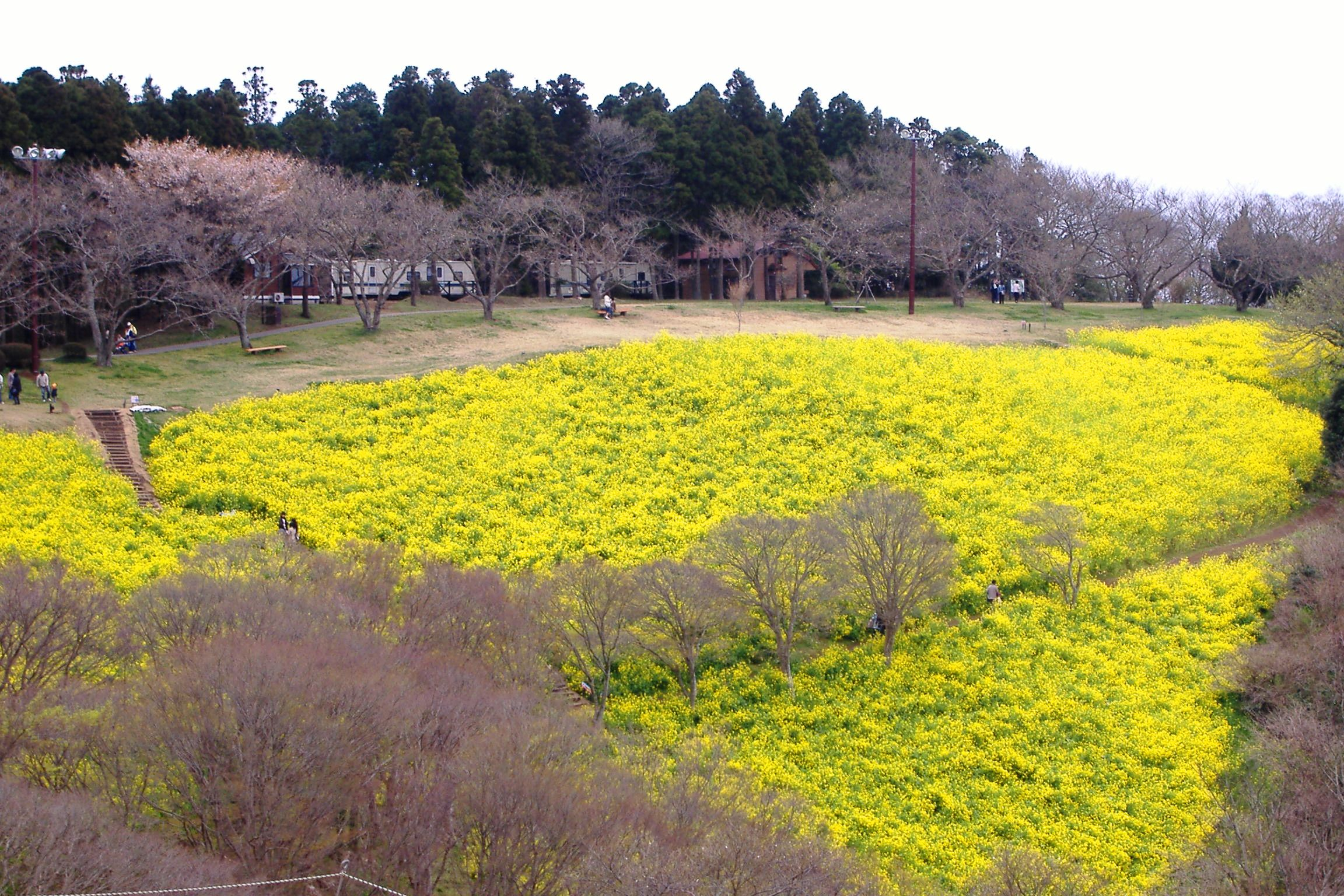
3月頃の園内（菜の花畑）
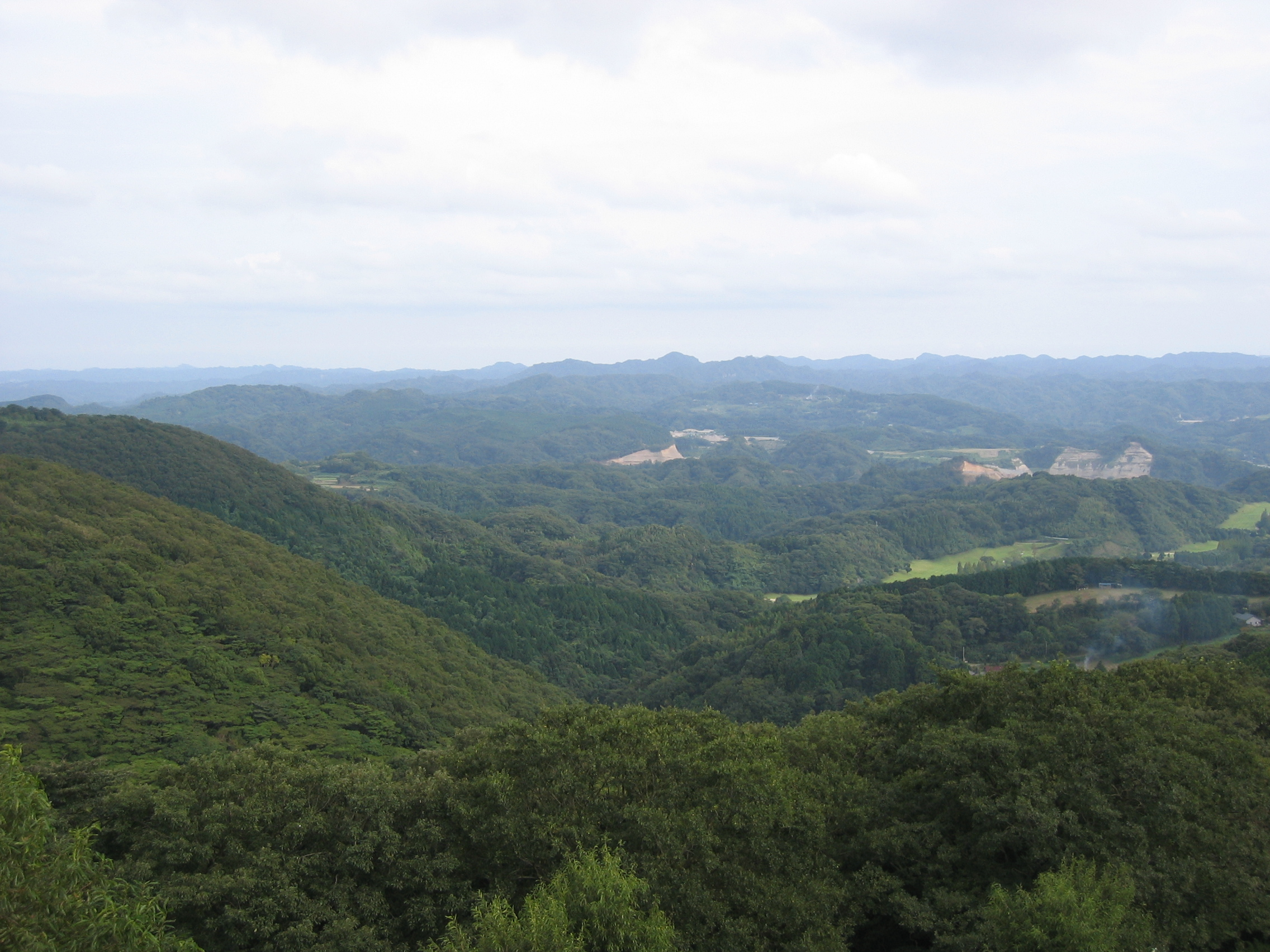
園内より九十九谷を見渡す

## アクセス
- 公共交通機関
  - JR東日本「佐貫町駅」より、日東交通バス（マザー牧場行/神野寺行）約25分（「マザー牧場」下車）
  - JR東日本「君津駅」より、南口より日東交通バス（直行便）約40分（3月 - 11月の土曜日・休日と12月 - 2月の毎日に運行）
  - 東京湾フェリー「金谷港」下船、日東交通バス（直行便）約40分（3月 - 11月の土曜日・休日のみ）
- 自動車
  - 東京湾アクアライン・館山自動車道「君津PAスマートインターチェンジ[17]」から約10分
  - 東京湾アクアライン・館山自動車道「君津インターチェンジ」から約20分
  - 園内駐車場有（有料）